# Libertação total

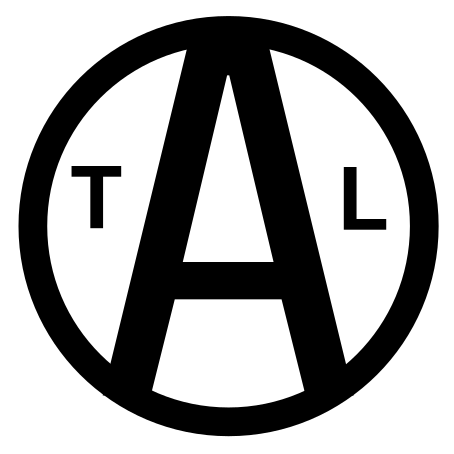
Símbolo que denota a luta pela libertação total (Total liberation)

Libertação total (por vezes libertacionismo total; em inglês: Total liberation ou liberationism) é um movimento político que combina o anarquismo com um compromisso com a libertação animal e da Terra. Embora abordagens mais convencionais da política anarquista frequentemente se concentrem principalmente na oposição ao Estado e ao capitalismo, a luta pela libertação total está adicionalmente relacionada à oposição a todas as formas adicionais de opressão humana, bem como à opressão de animais e ecossistemas não humanos. Os defensores da libertação total adotam tipicamente uma estratégia revolucionária holística e interseccional, que visa usar a ação direta para desmantelar todas as formas de dominação e hierarquia social, cujos exemplos comuns incluem o Estado, capitalismo, patriarcado, racismo, heterossexismo, cissexismo, capacitismo, etaísmo, especismo e dominação ecológica.

## História e principais preocupações
Após um período de inatividade geral após a Segunda Guerra Mundial, o anarquismo ressurgiu como uma força na política global durante a década de 1960. Essa nova era de luta anarquista foi distinguida, no entanto, pela adoção de uma série de preocupações — como feminismo, anticolonialismo, libertação queer, antiespecismo e ecologia — que antes eram pouca ou nenhuma preocupação para a maioria dos anarquistas. Mais especificamente, o envolvimento dos anarquistas nos movimentos da libertação dos animais e da Terra foi caracterizado, em parte, pela crescente popularidade do veganismo dentro de círculos radicais (algo que tem sido fundamentado em preocupações com os direitos dos animais e com o ambientalismo), bem como a formação de grupos de ação direta como Hunt Saboteurs Association, Earth First!, Animal Liberation Front e Frente de Libertação da Terra. O conceito de libertação total começou a ser usado pelos anarquistas durante os anos 90 numa tentativa explícita de esclarecer conexões importantes entre todas as formas de opressão e de situar os movimentos políticos frequentemente isolados contra eles em uma única luta geral. Além disso, um compromisso com a libertação total é, além de sua emergência do desenvolvimento histórico do movimento anarquista, também tipicamente fundamentado em uma preocupação pelas escolas contemporâneas de pensamento político, como interseccionalidade, antiespecismo, ecofeminismo, ecologia profunda e ecologia social. Como David Pellow resume:
O conceito de libertação total deriva de uma determinação em entender e combater todas as formas de desigualdade e opressão. Proponho que compreenda quatro pilares: (1) uma ética de justiça e anti-opressão, incluindo seres humanos, animais e ecossistemas não humanos; (2) anarquismo; (3) anticapitalismo; e (4) uma adoção de táticas de ação direta.
Em seu livro de 2014, The Politics of Total Liberation: Revolution for the 21st Century, o filósofo americano Steven Best resume a necessidade de movimentos sociais diferentes para adotar o conceito:
O sistema capitalista global mundial é inerentemente destrutivo para pessoas, animais e natureza. É insustentável e as contas de três séculos de industrialização estão vencidas. Não pode ser humanizado, civilizado ou tornado ecológico, mas deve ser transcendido através da revolução em todos os níveis — social, econômico, político, jurídico, cultural, tecnológico, moral e conceitual. Devemos substituir abordagens de uma única questão e lutas fragmentárias por batalhas sistêmicas e alianças políticas. Nos termos mais abrangentes, esses confrontos abordam a guerra contra seres humanos, animais e a Terra e devem se combinar em uma política de libertação total. Devemos vincular a libertação dos seres humanos a outros animais e ao planeta como um todo. Precisamos construir um movimento revolucionário forte o suficiente para vencer a hegemonia capitalista e refazer a sociedade sem esmagar pedras de carga de antropocentrismo, especismo, patriarcado, racismo, classismo, estatismo, heterossexismo, capacitismo e todas as outras formas perniciosas de dominação hierárquica.